# Mallocera ramosa
Mallocera ramosa är en skalbaggsart som beskrevs av Pierre Émile Gounelle 1909. Mallocera ramosa ingår i släktet Mallocera och familjen långhorningar.
Artens utbredningsområde är Paraguay. Inga underarter finns listade i Catalogue of Life.